# Бекет (пруд)
Бе́кет — пруд на территории Южного административного округа Москвы. Находится рядом с пересечением Третьего транспортного кольца с Большой Тульской улицей в районе Загородного шоссе, в пойме реки Чуры, и является одним из природных памятников Москвы.

Площадь зеркала воды пруда 1,2 га, средняя глубина 2,5 м, объём воды в водоёме 37,5 тыс. м³. Форма пруда почти круглая.
Название связано с бывшей Бекетовской дачей. Ныне на месте дачи расположена Московская городская клиническая психиатрическая больница имени Н. А. Алексеева (в 1922—1994 имени П. П. Кащенко).
Вода визуально чистая. Питается родниковыми водами. Южный берег естественный, песчаный, с травяным пляжем и двумя родниками, а также с парковыми древесными насаждениями за травяным пляжем. Остальные берега забетонированы, с асфальтированной дорожкой у самого берега и одним рядом деревьев за дорожкой. С юга и юго-запада подходит склон третьей надпойменной террасы реки Москвы.
Используется для околоводного отдыха (на траве и скамейках), реже — для любительского лова рыбы и купания, которое официально запрещено. В прошлом через пруд с юга на север мог протекать ручей — правый приток Чуры, речка Бекетовка.

## Фауна и флора
Птицы:
- кряква (Anas platyrhynchos)
- речная крачка
- озёрная чайка

Рыбы:
- карась (Carassius sp.),
- ротан (Perccottus glenii),
- горчак (Rhodeus sp.)[2]

Насекомые:
- водомерка (Gerridae)

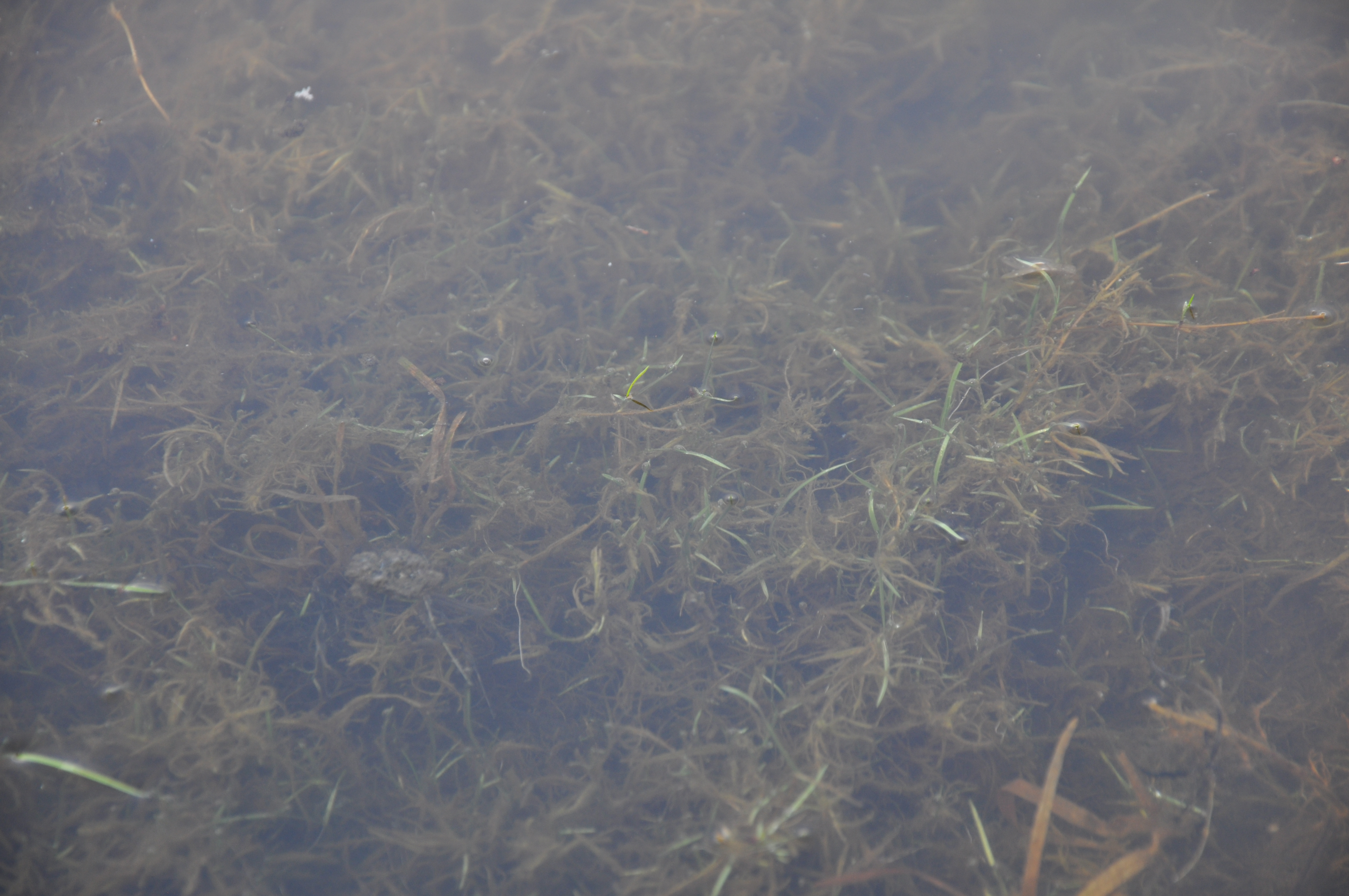
Подводные растения
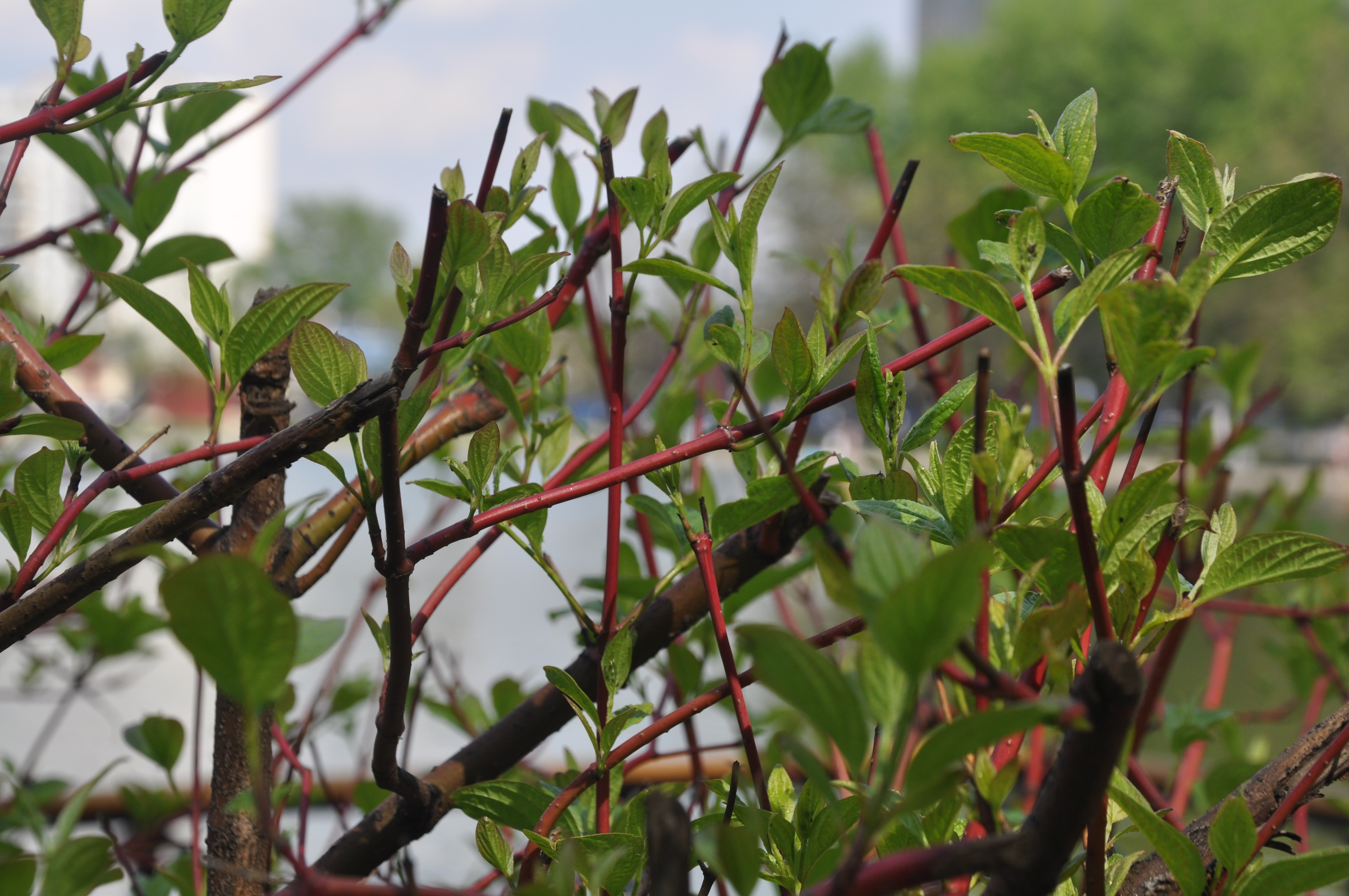
Кустарник
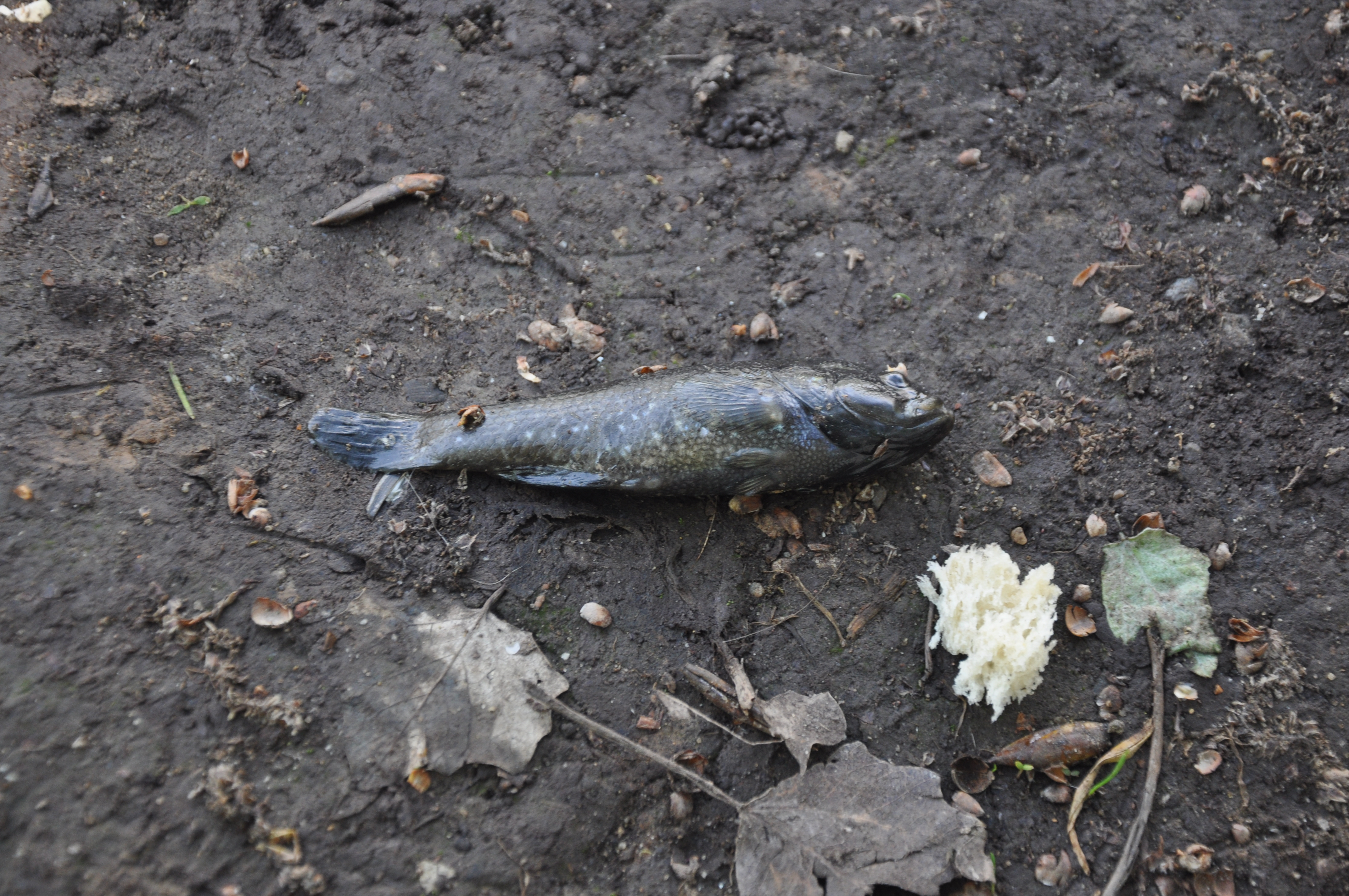
Ротан
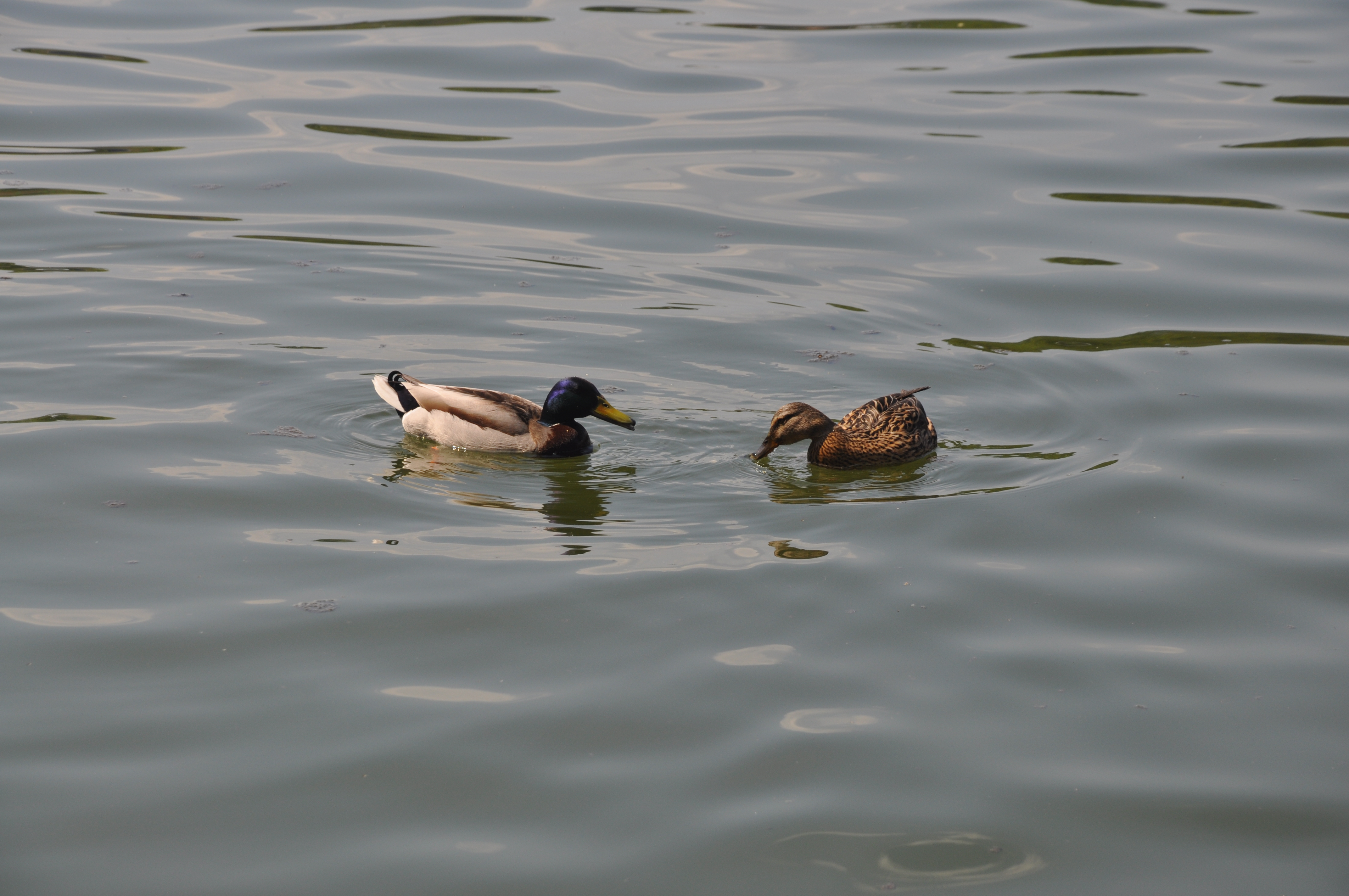
Кряквы
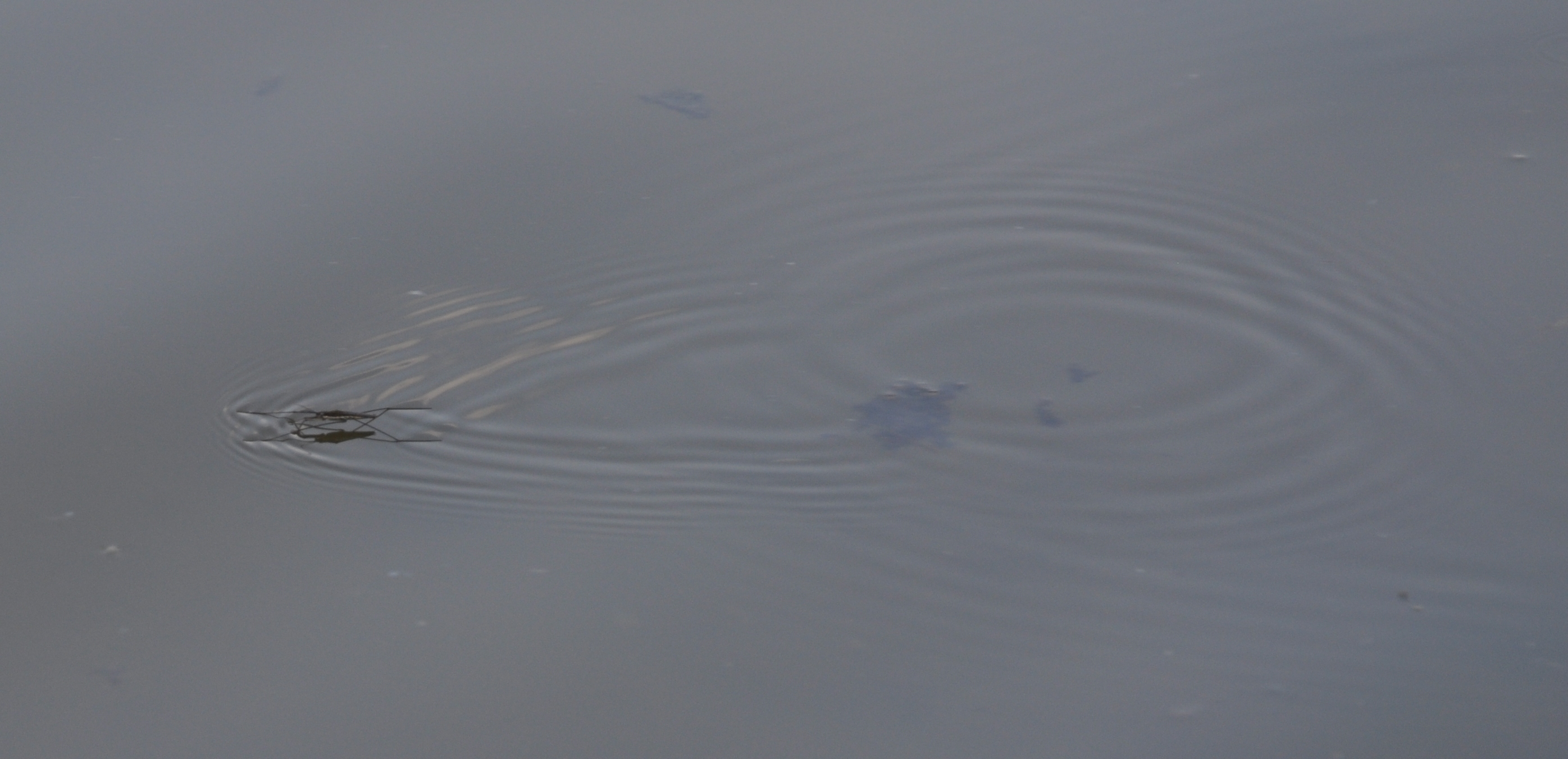
Водомерка

## Галерея

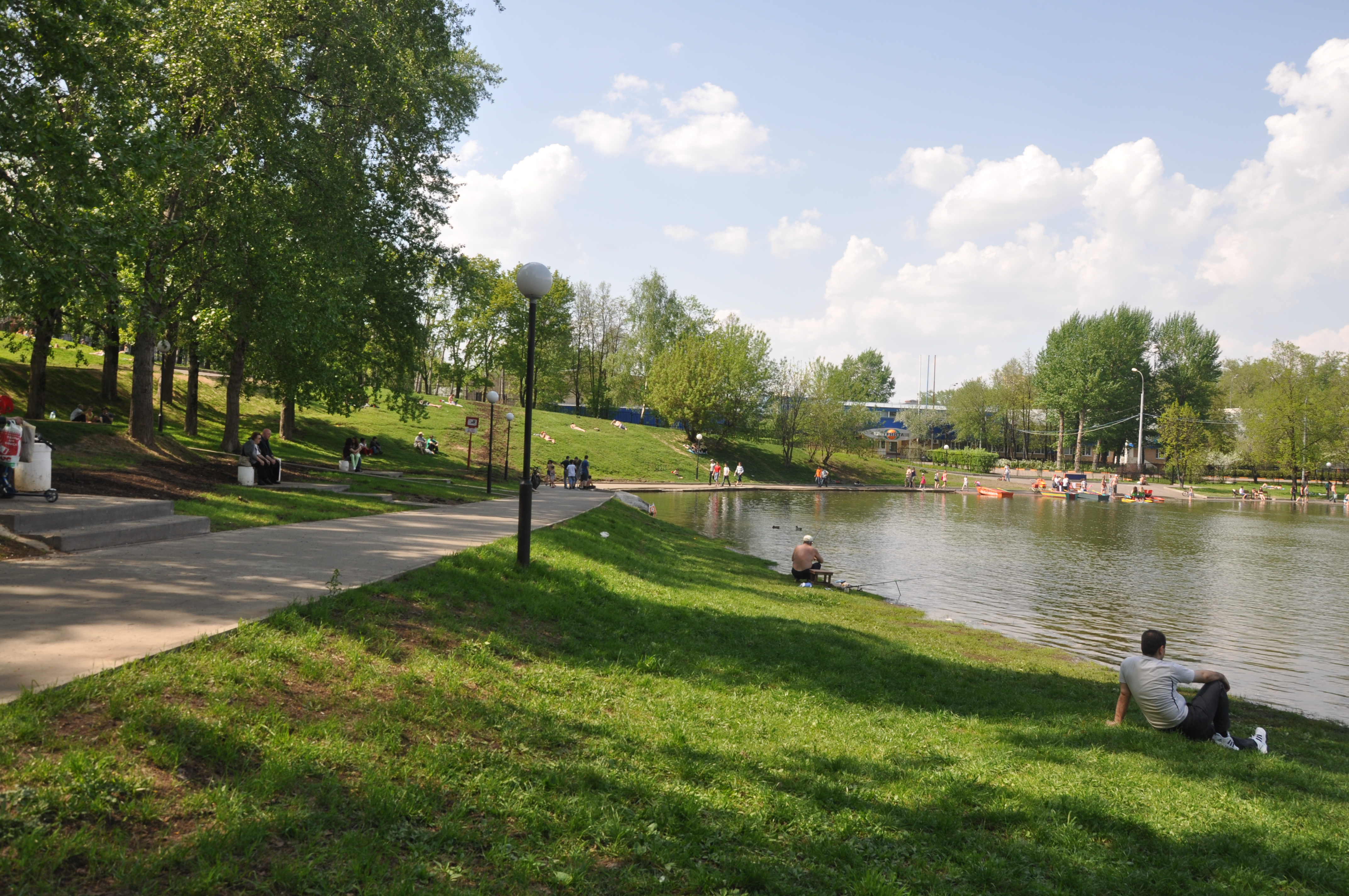
Юго-западный берег пруда и парк Бекет
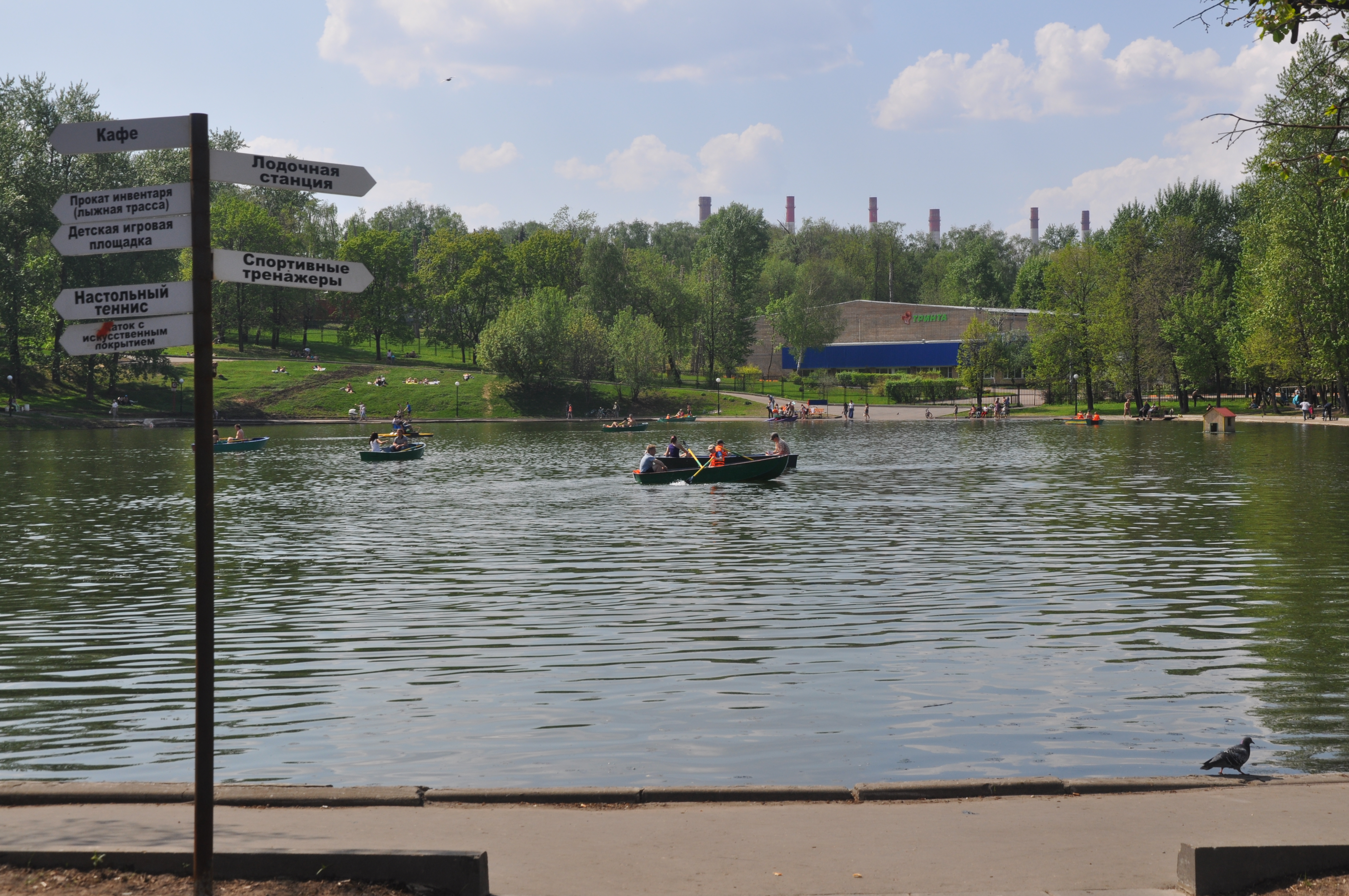
Вид на спортивную школу «Тринта»